# Résistance estonienne
Le mouvement de résistance estonien (estonien : Eesti de vastupanuliikumine) correspond au mouvement de résistance de la majorité des Estoniens face à l'occupation de l'Estonie par l'Allemagne nazie durant la Seconde Guerre mondiale.
En raison des mesures inhabituellement bénignes mises en œuvre en Estonie par les autorités d'occupation allemandes, en particulier en contraste avec la dure occupation soviétique précédente de l'Estonie (1940-1941), le mouvement a été plus lent à développer des tactiques efficaces à grande échelle que dans d'autres pays occupés.

## Contexte

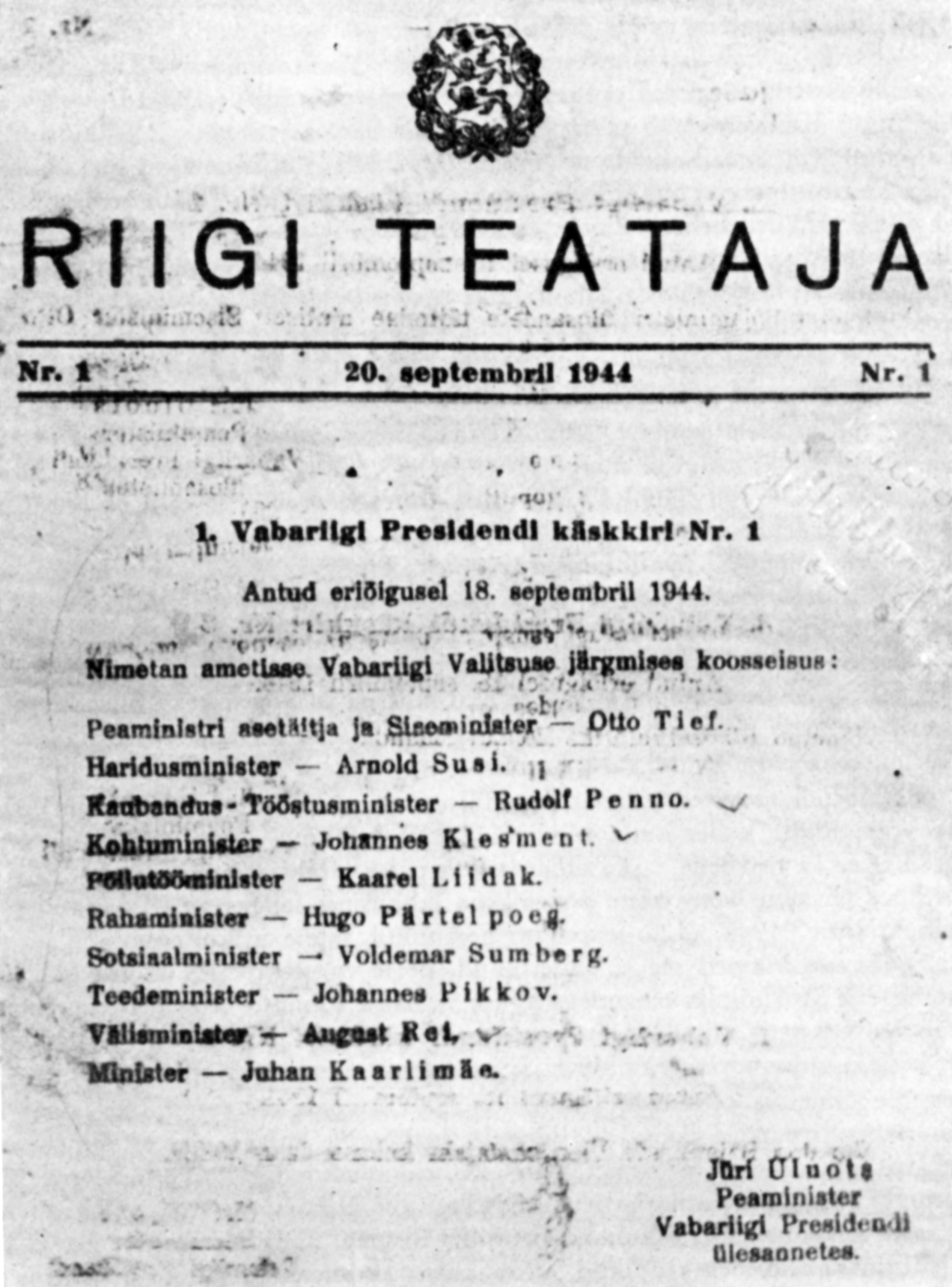
Proclamation du 18 septembre 1944 du gouvernement de l'Estonie sur le journal officiel Riigi Teataja.

Alors que subsistait une humeur générale de gratitude envers l'Allemagne en tant que libérateur de l'Estonie de l'occupation soviétique, ce réservoir de bonne volonté s'est dissipé dans les premiers mois de la guerre et s'est transformé en une humeur allant de l'indifférence résignée à l'hostilité active. La demande de l'ancien Premier ministre Jüri Uluots aux autorités d'occupation allemandes pour l'établissement d'un gouvernement estonien indépendant fut rejetée, Adolf Hitler nommant ensuite Alfred Rosenberg au poste de Reichkommissar. Face à la réticence allemande pour un rétablissement de l'indépendance de l'Etat estonien, cette relation négative entre les nouveaux occupants et les occupés fut scellée. Le ressentiment du public envers l'occupant commença à croître à partir de 1942 avec l'imposition de la conscription pour les hommes dans les bataillons de police, l'introduction de la traite des travailleurs et la réduction des rations alimentaires, tandis que l'administration autonome estonienne était tenue au mépris pour avoir tenté d'appliquer cette conscription . Hjalmar Mäe (en), le chef de l'auto-administration, est rapidement devenu impopulaire pour sa critique du président Konstantin Päts. Il avait été emprisonné par le régime de Päts en 1935 pour avoir participé à un prétendu coup d'État. Les Allemands ont offert sa position à plusieurs reprises à Jüri Uluots, qui a refusé.
Le peuple estonien considérait l'occupation allemande avec plus d'amertume que l'occupation allemande précédente de 1917–1918 et fut repoussé par l'application des lois raciales allemandes et l'exploitation insouciante des ressources naturelles du pays. Un nazi néerlandais en visite en Estonie en juin 1942 commenta la "conscience nationale chauvine" du peuple estonien et aucun véritable germanophile ne put être trouvé.

## Résistance pro-indépendance
Un mouvement de résistance clandestin, dont les membres se tournèrent vers les Alliés occidentaux pour le soutien, se développa, reflétant les divisions politiques qui existaient avant 1940, allant des loyalistes päts aux groupes d'opposition tels que le Centre national et les partis ouvriers socialistes. La résistance, qui s'exprima à travers une campagne de désobéissance coordonnée par le mouvement clandestin et une presse clandestine, fut favorisée par la proximité géographique avec la Suède et la Finlande, où la résistance politique organisée à Tartu et Tallinn put maintenir le contact avec Londres et Stockholm via l'Envoyé estonien en Finlande et une liaison rapide en bateau à moteur tous les quinze jours entre Tallinn et Stockholm.
Au départ, un certain nombre d'organisations clandestines existaient telles que le Front d'Estonie libre (Vaba Eesti Võitlusrinne, VEVR) qui fut créé en août 1942 et dirigé par Juhan Reigo et Endel Inglist. Le VEVR publia un journal anti-nazi Vaba Eesti (Estonie libre), qui publia 14 éditions. Un autre journal clandestin intitulé Võitlev Eestlane (Fighting Estonian) fut publié par un groupe de la rédaction du journal Postimees. À l'automne 1941, le précurseur du Comité national de la république d'Estonie fut fondé par Heinrich Mark, Ants Oras et Jaan Ots. L'organisation était dirigée par Ernst Kull en 1943 et c'est grâce à ses efforts que les différents groupes fusionnèrent en une opposition unifiée au régime nazi.
En juin 1942, les dirigeants politiques d'Estonie ayant  survécu aux répressions soviétiques tinrent une réunion cachée avec les puissances occupantes en Estonie où la formation d'un gouvernement estonien clandestin et les options pour préserver la continuité de la république ont notamment été discutées. Le 6 janvier 1943, une réunion eut lieu à la délégation étrangère estonienne à Stockholm. Il fut décidé que, afin de préserver la continuité juridique de la république d'Estonie, le dernier Premier ministre constitutionnel, Jüri Uluots, devait continuer à assumer ses responsabilités de Premier ministre.
Le mouvement a ensuite formé le Comité national de la république d'Estonie (estonien : Eesti Vabariigi Rahvuskomitee) en mars 1944. L'initiative originale de former le comité est venue des partis d'opposition estoniens d'avant-guerre, mais elle fut rapidement rejointe par Jüri Uluots, le dernier Premier ministre constitutionnel d'avant-guerre de la république d'Estonie et ses partisans. Le Comité visait à établir un gouvernement provisoire pendant le retrait prévu de l'Allemagne, l'Armée rouge ayant atteint la frontière de l'Estonie le 2 février 1944. En avril 1944, un grand nombre de membres du comité furent arrêtés par les agences de sécurité allemandes. Alors qu'environ 200 personnes furent emprisonnés, les chefs du mouvement de résistance échappèrent à l'arrestation, restreignant cependant sévèrement leurs activités jusqu'à la mi-juin. En juin 1944, l'assemblée électorale de la république d'Estonie s'est réunie en secret auprès des puissances occupantes à Tallinn et celle-ci nomma Jüri Uluots au poste de Premier ministre avec les responsabilités du président. Le 21 juin 1944, Jüri Uluots nomma Otto Tief vice-Premier ministre. Le 18 septembre 1944, Uluots, atteint d'un cancer, nomma Otto Tief Premier ministre par intérim et créa un gouvernement composé de 11 membres. Tief prit ses fonctions conformément à la Constitution et profita du départ des Allemands pour déclarer le gouvernement légitime estonien rétabli. Le gouvernement national estonien fut proclamé en Estonie, les unités militaires estoniennes saisirent les bâtiments gouvernementaux à Toompea en ordonnant aux forces allemandes de quitter le pays. Le drapeau de l'Allemagne fut remplacé par le drapeau tricolore estonien dans le Pikk Hermann, la tour du drapeau du siège du gouvernement. Le gouvernement de Tief échoua cependant à garder le contrôle, tentant d'organiser la défense de la capitale contre l'avancée de l'Armée rouge en utilisant les hommes ayant combattu dans le régiment d'infanterie finlandais n° 200 et une unité militaire organisée par Johan Pitka. Les Allemands envahirent le quartier général de l'amiral Pitka à Tallinn et celui-ci fut présumé tué par la bataille qui s'ensuivit. La plupart des membres et des fonctionnaires furent arrêtés, emprisonnés, déportés ou exécutés par les Soviétiques en progression.

## Résistance pro-soviétique
Un petit nombre d'Estoniens furent impliqués dans la résistance clandestine pendant la Seconde Guerre mondiale, allant de la production de publications illégales à l'espionnage en passant par le sabotage violent. Parmi les résistants notables figurent Rein Alasoo, Evald Laasi, Georgi Loik,, Aleksander Looring,, et bien d'autres,.